# Рабинович, Александр Сергеевич
Александр Сергеевич Рабинович (род. 21 июля 1947) — петербургский скрипичный мастер, ученик Ивана Кривова.
Рабинович уже создал более 300 струнных инструментов и смычков. Мастер изготавливает как классические струнные инструменты: скрипки, альты, виолончели и смычки, так и барочные скрипки, смычки и квинтоны. Мастер также занимается реставрацией старинных инструментов. По утверждению Рабиновича, ему удалось раскрыть секреты обработки дерева старинными итальянскими мастерами, что и позволяет сравнивать звучание его новых инструментов с лучшими представителями старинной итальянской школы; это утверждение поддерживают и некоторые СМИ.
На скрипках Рабиновича играют, в частности, скрипачи Сергей Левитин и Илья Грингольц.